# مدارس أيه سي إس الدولية
مدارس أكس الدولية هي مجموعة من أربع مدارس خاصة ثلاث مدارس منها في إنجلترا وواحدة في قطر. حتى عام 2005 كانت المنظمة تعرف باسم مدارس المجتمع الأمريكي. الجامعات الأربعة في كوبهام وإغام في سري، لندن بورو هيلينغدون ومدينة الدوحة في قطر وهذه الأخيرة افتتحت في سبتمبر 2011.
يقع المكتب الرئيسي في هيوود هاوس في كوبهام.

## الفروع

### كوبهام
تقع المدرسة في كوبنهاغن في سري على بعد 15 ميل من وسط لندن وتقدم دبلوم البكالوريا الدولية ومناهج أمريكية بما في ذلك برنامج التعيين المتقدم. تستوعب متطلبات اليوم والصعود مع مرافق نوم مشتركة الجناحين لأكثر من 100 فتى وفتاة من الصف 8 إلى 12. أكبر منافس لكوبهام هي المدرسة الأمريكية في لندن.
تم استخدام المرافق الرياضية في كوبهام من قبل نادي برشلونة للأكاديمية الشبابية في عام 2011. نظرا لقرب المدرسة من ملعب تشيلسي لكرة القدم فقد كان موضوع اهتمام وسائل الإعلام عندما لاحظ بريندان رودجرز هناك في عام 2015.

### إغام
تبلغ مساحة المدرسة 20 فدان (8.1 هكتار) وتقع مقابل حديقة وندسور العظمى. المدرسة متخصصة في البكالوريا الدولية.

### هيلينغدون
المدرسة تقع على بعد أقل من 15 ميل (24 كيلومتر) من وسط لندن. أقرب محطات مترو الأنفاق هي أوكسبريدج وهيلينغدون. تتركز المدرسة على محكمة هيلينغدون التي اشترتها المنظمة في عام 1978. بنيت المباني الجديدة المجاورة للقصر في عام 1986 الذي يضم صالة للألعاب الرياضية والكافتيريا. تم بناء جناح جديد في عام 1997. مدرسة هيلينغدون تقع على 11 فدان التي تشمل القصر وتوسيع الجناح الحديث مع المكتبات ومختبرات العلوم وتكنولوجيا المعلومات واستوديوهات الفن والكافتيريا وصالة ألعاب رياضية وقاعة ومركز الموسيقى الذي يدعى منزل الوئام. المدرسة تقدم مجموعة واسعة من المناهج الدراسية لطلابها استعدادا للدراسات الدولية. يقدم برنامجهم الأكاديمي الدورات التي تلبي متطلبات برنامج البكالوريا الدولية ودورات التنسيب المتقدم ودبلوم المدرسة الثانوية الأمريكية وبرنامج الشرف.

### الدوحة
افتتح الحرم المدرسي الجديد في سبتمبر 2011 ويبدأ تسجيل الطلاب من 3 إلى 18 سنة من العمر. يقع الحرم المدرسي في الغرافة.

## أبرز الخريجين
- أوغو براشيتي بيريتي (1983) - نبيل إيطالي ورئيس شركة النفط أنونيما بترولي الإيطالية
- آرون إيكهارت (1986) - ممثل
- أليكس كوربيسيرو (2005) - لاعب الرجبي
- ديف ويجيل (2001) - كاتب
- كريستيان باكيرود (2003) - سائق سيارات سباقات لو مان 24 ساعة في فئة جي بي 2
- فرانك سيمك (2003) - لاعب منتخب الولايات المتحدة لكرة القدم
- نيك جيندر (2003) - لاعب كرة قدم في دوري جنوب أفريقيا الممتاز لكرة القدم
- عمر الفايد (2006) - مدير فندق ريتز باريس والمدير السابق لهارودز ونادي فولهام.[8]
- ماكس إهمر (2010) - لاعب كرة قدم في نادي كوينز بارك رينجرز
- روبن كافالي (2012)[9]
- أركادي أبراموفيتش - مؤسس أرا كابيتال